# 伽不單國
伽不單國是Kaputana的對音，最早見《魏書·西域傳》：“伽不單國，都伽不單城…… 土平，宜稻麥俗﹐有五果”。《大唐西域記》稱為劫布呾那國﹕：“周千四五百里，東西長，南
北狹，土宜風俗同颯秣建國”。伽不單城相当于今Gubdan，在撒马尔罕之北。

## 外部連結
[在维基数据编辑]
 《欽定古今圖書集成·方輿彙編·邊裔典·伽不單部》，出自陈梦雷《古今圖書集成》